# Société Anonyme de Travaux Dyle et Bacalan

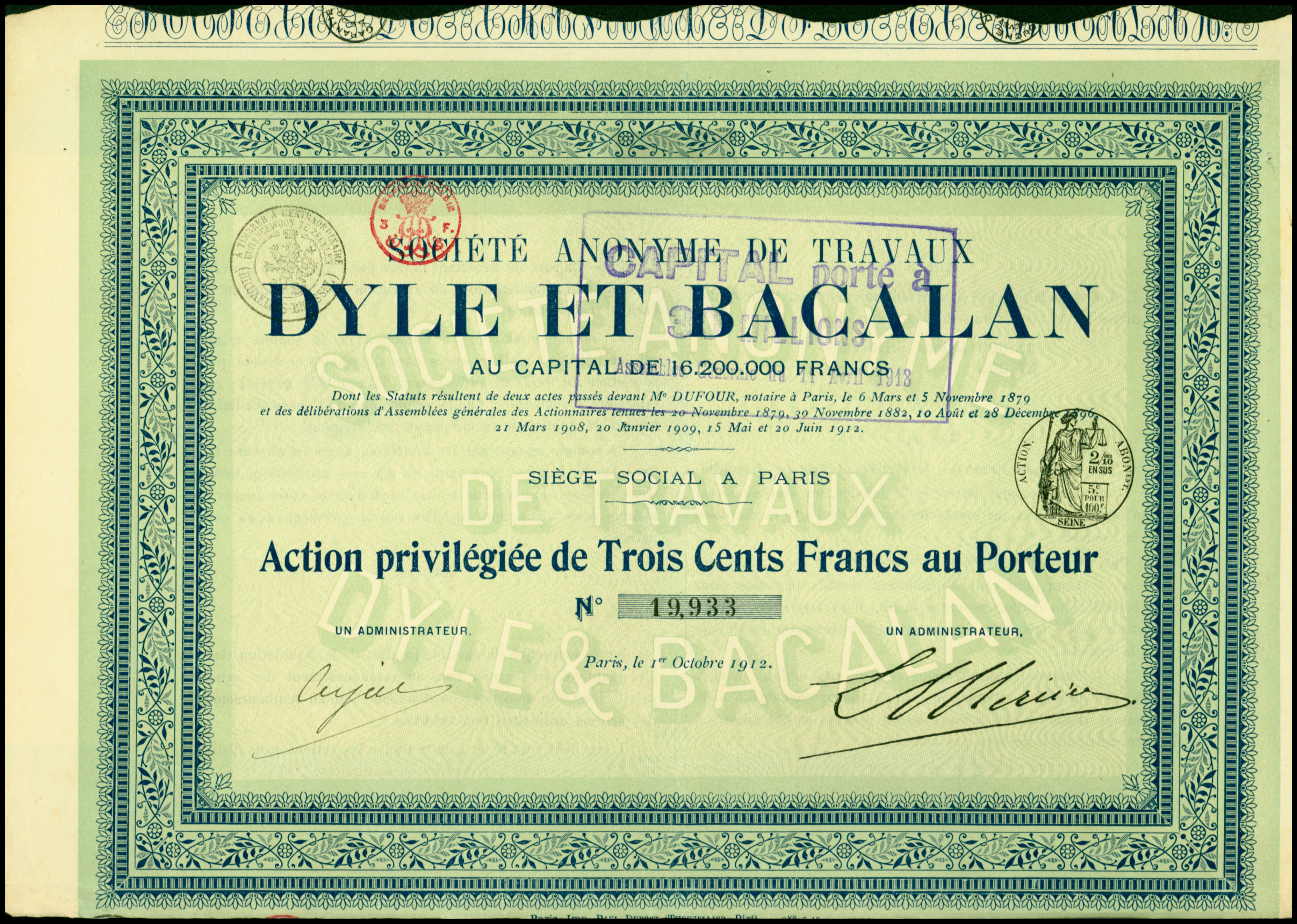
Aktie von 1912

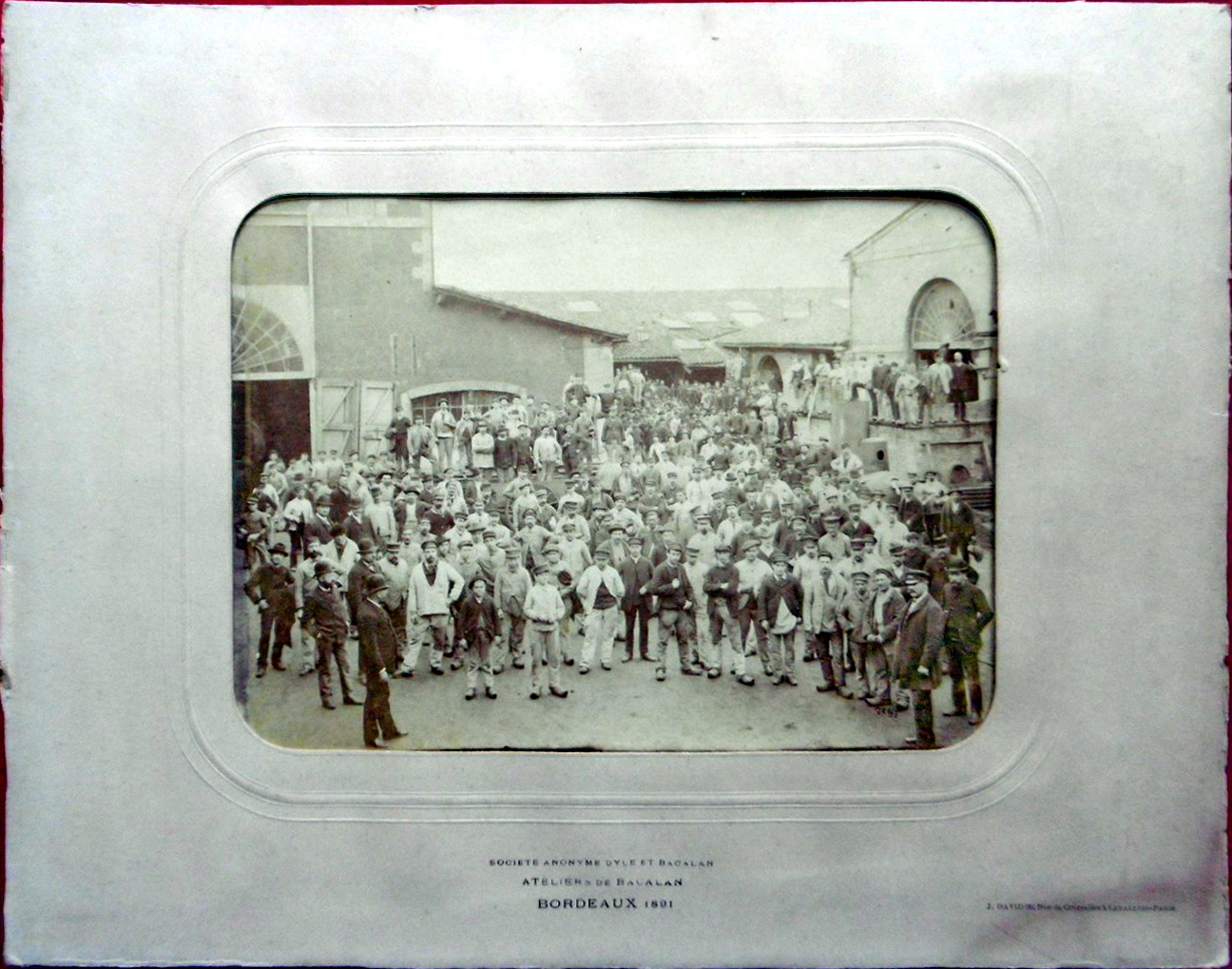
Werkstatt in Bordeaux 1891

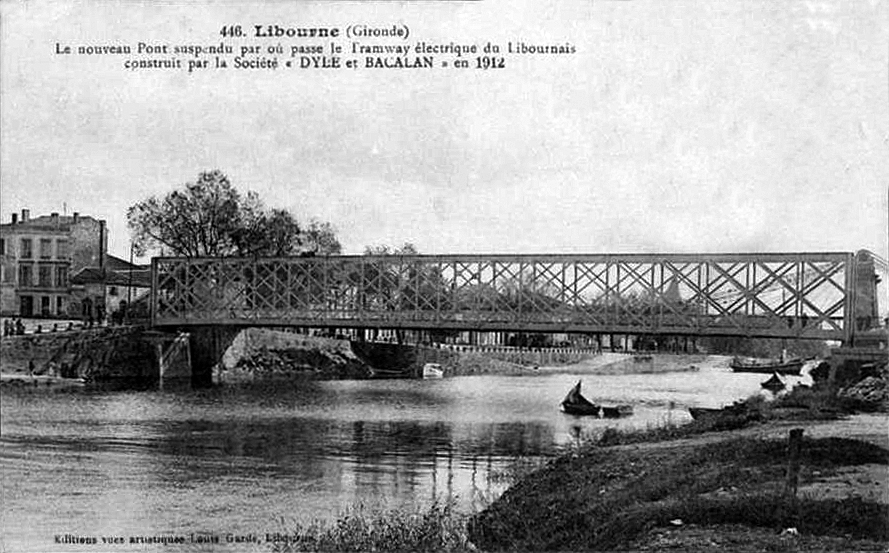
Brücke, die von Dyle et Bacalan erbaut wurde

Die Société Anonyme de Travaux Dyle et Bacalan war ein französischer Hersteller von Flugzeugen, Eisenbahnwagen und Schiffen.

## Unternehmensgeschichte
Das Unternehmen wurde 1879 durch die Fusion der belgischen Ateliers de la Dyle mit den französischen Ateliers et Chantiers de Bacalan gegründet. Der Firmensitz befand sich in Paris. Das Unternehmen hatte Produktionsstätten in Bordeaux und Saint-Denis sowie das ehemalige Dyle-Werk im belgischen Löwen.
Ab 1910 baute Dyle et Bacalan unter der Lizenz von Ceretti e Tanfani aus Mailand an der Seilbahn auf die Aiguille du Midi.
In den 1920er-Jahren beschäftigte das Werk in Bordeaux 5000 Mitarbeiter auf einem 70 Hektar großen Areal. Auf dem Gelände standen Hallen mit einer Grundfläche von 5000 m², in denen auch eine Stahlbauabteilung, eine Kesselschmiede, ein Presswerk und eine Abteilung für Kältemaschinenbau untergebracht waren. Das Werk befand sich in Bacalan im Norden von Bordeaux am Ufer der Garonne, ein weiteres Werksgelände befand sich am gegenüberliegenden Ufer in Queyries. In Saint-Denis befand sich der Stahlbau. Das belgische Werk Dyle im Löwen, benannt nach dem Fluss Dyle, der durch die Stadt fließt, war im Stahlbau, in der Herstellung von Oberbaumaterial und der Reparatur von Schienenfahrzeugen tätig. Weiter gab es einen Behälterbau, Kesselschmiede, Blechverarbeitung und eine Fertigung von Tiefziehteilen. Dyle et Bacalan belieferte den französischen Markt auch mit Industrie-Dampflokomotiven von Jung aus Deutschland und Benzin-Lokomotiven von Baldwin aus den Vereinigten Staaten.
Der Flugzeugbau wurden in den 1920er-Jahren aufgenommen, wobei der Prototyp des für die damalige Zeit großen Ganzmetall-Transportflugzeugs DB 70 entstand, dessen Erstflug aber nicht mehr unter Dyle et Baclan erfolgte.
Das Unternehmen wurde 1928 liquidiert, die einzelnen Betriebszweige wurden wie folgt verkauft:
- Werk Löwen (Fertigung von Pressteilen, Stahlbau, Eisenbahnwagen, Straßenbahnwagen): Société anonyme des Ateliers de la Dyle[1]
- Werft in Bordeaux: Übernahme durch  Ateliers et Chantiers Maritimes du Sud-Ouest, zur Bildung von Ateliers et Chantiers Maritimes du Sud-Ouest et de Bacalan Réunis
- französischer Teil der Fertigung von Eisenbahnmaterial: Société Dyba
- Flugzeugbau: Société aérienne bordelaise (SAB)[7], die bereits 1930 in der mit Hilfe des französischen Staates gegründeten Société Générale Aéronautique aufging.[8]

## Das Werk in Belgien
Das belgische Unternehmen firmierte als Société Métallurgique Dyle et Bacalan.